# Ліззі Дейнан
Ліззі Дейнан (англ. Lizzie Deignan, 12 грудня 1988) — британська велогонщиця, олімпійська медалістка.

## Виступи на Олімпіадах
| Олімпіада   | Дисципліна    | Місце |
| ----------- | ------------- | ----- |
| Лондон 2012 | шосейна гонка | 2     |